# Camarones (kommunhuvudort)
Camarones är en kommunhuvudort i Argentina.   Den ligger i provinsen Chubut, i den södra delen av landet, 1 300 km sydväst om huvudstaden Buenos Aires. Camarones ligger 32 meter över havet och antalet invånare är 1 079.
Terrängen runt Camarones är platt. Havet är nära Camarones åt sydost. Trakten är glest befolkad.